# Lier (sterrenbeeld)

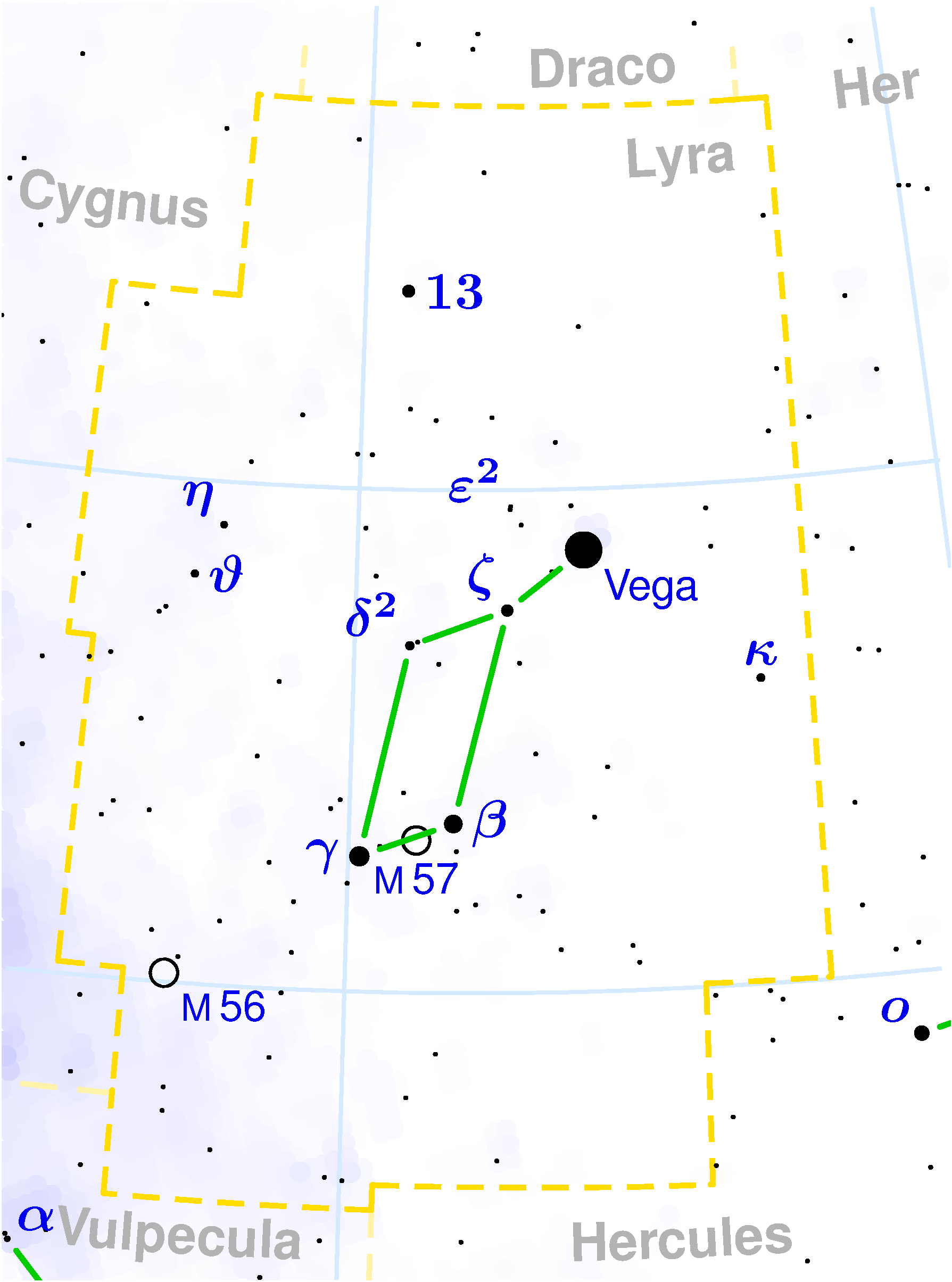
Kaart van het sterrenbeeld Lier.

De Lier (Lyra, afkorting Lyr) is een sterrenbeeld aan de noorderhemel, liggende tussen rechte klimming 18u12m en 19u26m en tussen declinatie +25° en +48°. Op de breedte van de Benelux is het grotendeels circumpolair.

## Sterren
(in volgorde van afnemende helderheid)
- Wega of Vega, (α, alpha Lyrae), een van de helderste sterren aan de hemel
- Sulafat (γ, gamma Lyrae)
- Sheliak (β, beta Lyrae)
- Aladfar (η, eta Lyrae)
- Alathfar (μ, mu Lyrae)
- KOI-500, een door de Kepler ruimtetelescoop ontdekte ster met een compact planetenstelsel

## Bezienswaardigheden
- Ongeveer midden tussen Sheliak en Sulafat bevindt zich de Ringnevel (M57). Dit is een zogenaamde planetaire nevel, een gaswolk die in de laatste fase van het leven van een rode reus werd uitgestoten. Met een magnitude van 8,8 is M57 niet met het blote oog te zien. Voorts kan de bolvormige sterrenhoop Messier 56 in de Lier worden gevonden.
- NGC 6745-1 is een spiraalvormig sterrenstelsel dat op 206 miljoen lichtjaar van de Aarde ligt; het is met twee kleinere sterrenstelsels in botsing.
- T Lyrae (CGCS 4038), te vinden op een tweetal graden zuidzuidwestelijk van Alpha Lyrae (Wega), is een koolstofster, en is daarmee een van de meest roodkleurige sterren in de noordelijke sterrenhemel.
- HK Lyrae (CGCS 4089) is, evenals T Lyrae, een opmerkelijk roodkleurige koolstofster. HK Lyrae staat op iets minder dan een graad zuidzuidwestelijk van het koppel ζ1 en ζ2 Lyrae (Zeta 1 en Zeta 2 Lyrae).

## Telescopisch waarneembare objecten

### New General Catalogue(NGC)
NGC 6606, NGC 6612, NGC 6640, NGC 6646, NGC 6657, NGC 6662, NGC 6663, NGC 6665, NGC 6666, NGC 6671, NGC 6672, NGC 6675, NGC 6685, NGC 6686, NGC 6688, NGC 6692, NGC 6693, NGC 6695, NGC 6700, NGC 6702, NGC 6703, NGC 6710, NGC 6713, NGC 6720, NGC 6731, NGC 6740, NGC 6743, NGC 6745-1, NGC 6745-2, NGC 6765, NGC 6767, NGC 6779, NGC 6791, NGC 6792

### Index Catalogue (IC)
IC 1288, IC 1289, IC 1294, IC 1296, IC 4772

## Meteorenzwerm
Tussen 19 en 24 april, met een hoogtepunt rond 22 april, lijkt de meteorenzwerm de Lyriden uit de Lier te komen.

## Aangrenzende sterrenbeelden
(met de wijzers van de klok mee)
- Draak (Draco)
- Hercules
- Vosje (Vulpecula)
- Zwaan (Cygnus)